# Sigmoria stenogon
Sigmoria stenogon är en mångfotingart som beskrevs av Chamberlin 1942. Sigmoria stenogon ingår i släktet Sigmoria och familjen Xystodesmidae. Inga underarter finns listade i Catalogue of Life.